# کوتارو کیوکا
کوتارو کیوکا (به ژاپنی: 清岡幸大郎،  زادهٔ ۱۲ آوریل ۲۰۰۱) یک کشتی‌گیر آزادکار اهل کشور ژاپن است.
از افتخارات وی می‌توان به‌ کسب مدال طلا بازی‌های المپیک ۲۰۲۴ پاریس اشاره کرد.

## فعالیت حرفه‌ای

### المپیک ۲۰۲۴ پاریس
کیوکا در وزن ۶۵ کیلوگرم کشتی آزاد المپیک ۲۰۲۴ پاریس حاضر بود که ماکسیم ساکولتان از مولداوی، سباستین ریورا از پورتوریکو و تومور-اچیر تولگا از مغولستان را شکست داد و به فینال رسید. وی در فینال رحمان عموزاد از ایران را شکست داد و مدال طلا را به‌دست آورد.